# Osceola Mills
Osceola Mills és una població dels Estats Units a l'estat de Pennsilvània. Segons el cens del 2000 tenia 1.249 habitants.

## Demografia
Segons el cens del 2000, Osceola Mills tenia 1.249 habitants, 522 habitatges, i 342 famílies. La densitat de població era de 1.418,4 habitants/km².
Dels 522 habitatges en un 27,8% hi vivien nens de menys de 18 anys, en un 51,9% hi vivien parelles casades, en un 10% dones solteres, i en un 34,3% no eren unitats familiars. En el 30,1% dels habitatges hi vivien persones soles el 15,7% de les quals corresponia a persones de 65 anys o més que vivien soles. El nombre mitjà de persones vivint en cada habitatge era de 2,37 i el nombre mitjà de persones que vivien en cada família era de 2,93.
Per edats la població es repartia de la següent manera: un 22,5% tenia menys de 18 anys, un 7,6% entre 18 i 24, un 29,5% entre 25 i 44, un 22% de 45 a 60 i un 18,3% 65 anys o més.
L'edat mediana era de 38 anys. Per cada 100 dones de 18 o més anys hi havia 91,7 homes.
La renda mediana per habitatge era de 29.891 $ i la renda mediana per família de 32.727 $. Els homes tenien una renda mediana de 30.208 $ mentre que les dones 21.000 $. La renda per capita de la població era de 14.932 $. Entorn del 6,3% de les famílies i el 9,5% de la població estaven per davall del llindar de pobresa.

## Poblacions més properes
El següent diagrama mostra les poblacions més properes.